# Anthophora nurrana
Anthophora nurrana är en biart som beskrevs av Cockerell 1931. Anthophora nurrana ingår i släktet pälsbin, och familjen långtungebin. Inga underarter finns listade i Catalogue of Life.